# Zanobi Machiavelli
Zanobi Machiavelli ou Zanobi Macchiavelli ou Zanobi di Jacopo Machiavelli, né le 23 septembre 1418 à Florence, mort le 7 mars 1479 à Pise, est un peintre et enlumineur et miniaturiste italien du Quattrocento, spécialisé dans les sujets religieux.
Les historiens de l’art le considèrent comme un peintre mineur. Aucune biographie détaillée ne lui ayant  été consacrée, sa vie personnelle et les circonstances de sa mort  ne sont pas connues.
Ses œuvres, essentiellement peintes sur panneaux de bois, sont exposées dans les plus prestigieux musées internationaux et nationaux, ou ne sont pas visibles, car elles appartiennent à  des collectionneurs privés.
Son style appartient au courant «pittura di luce» (peinture de la lumière), également représenté par  Fra Angelico entre autres. Son originalité réside dans le fait qu’il a inclut dans les scènes peintes, au moins à trois reprises, des citations de poètes  italiens comme Pétrarque et  Dante.

## Biographie
Zanobi Machiavelli ou Zanobi Macchiavelli ou Zanobi di Jacopo Machiavelli , né le  23 septembre 1418 à Florence, mort le 7 mars 1479 à Pise est un peintre de la période  du Quattrocento. Il est également enlumineur et miniaturiste, mais  est surtout connu pour ses  peintures sur bois, principalement destinées à orner les autels. Bien que considéré par la postérité comme étant un «peintre mineur», il a participé à la réalisation de plusieurs commandes importantes.
Giorgio Vasari  dans Les Vies des meilleurs peintres, sculpteurs et architectes ne lui  a pas consacré de biographie. Son nom n’est mentionné que dans celle de Benozzo Gozzoli dont il aurait été le disciple,, ce que les journalistes critiques d’art italiens Federico Giannini (1986 - …) et Ilaria Baratta (1987 - …) considèrent  comme peu probable, car Benozzo était un peu plus jeune que Zanobi (entre deux et six ans de différence d’âge), bien que celui-ci, à un stade avancé de sa carrière, montre qu’il est influencé par celui-là.

 
En 1950, Bernard Berenson écrit, dans un article consacré à Zanobi Macchiavelli:

« En dehors du plaisir de la chasse, il n'y a guère de raison de perdre du temps avec des peintres et des sculpteurs mineurs. La seule excuse valable, est qu'ils se sont attachés aux grands maîtres qu'ils ont imités et servis, et que jusqu'à présent ils ont été identifiés à eux. Et tandis que l’on s'efforce de voir à travers des lunettes déformantes, afin de restaurer les contours purs d'une personnalité artistique, nous pouvons entrevoir l'atelier des grands artistes. C'est pourquoi j'ose parler d'un personnage aussi modeste que Zanobi Macchiavelli.
 Il n'est pas question ici de raconter l'histoire de sa carrière, qui semble s'être déroulée comme celle d'autres maîtres mineurs, aidant ou imitant les grands lorsque ceux-ci avaient besoin d'aide, comme ce fut par ailleurs, probablement le cas des maîtres anonymes , comme par exemple le Maître de San Miniato ou le Maître de la Nativité du Castello (château),. »

Aucune biographie détaillée ne lui ayant été consacrée, les informations font défaut en ce qui concerne sa vie privée et les circonstances de sa mort.

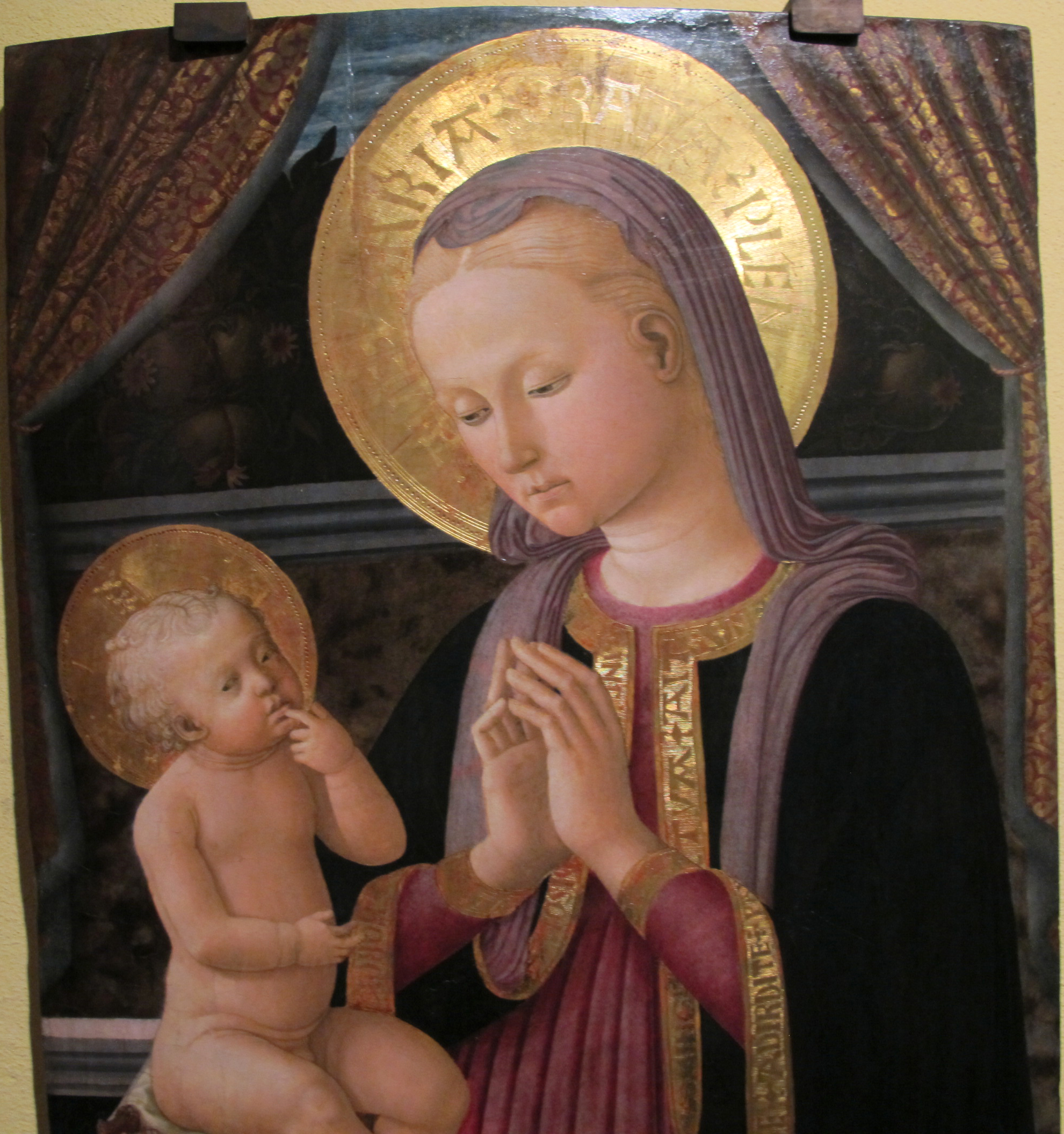
Zanobi Machiavelli.
Madonna in adorazione del bambino (Madone andorant l’Enfant), 1460-1470, Museo di Fucecchio, Fucecchio,Italie. L'auréole qui entoure le visage de la Vierge porte l'inscription «Ave Maria gratia plena» (Je vous salue Marie pleine de grâce). Sur le rebord de la robe, figure une citation tirée du Canzoniere, l'incipit du Chant 366, de Pétrarque.

## Style
Le style de Zanobi Machiavelli appartient  au courant de la peinture florentine du XVe siècle désigné par l'appellation «pittura di luce » (peinture de la lumière), qui met en valeur les couleurs claires, les jeux d’ombre et de lumière,, introduit par Fra Angelico et Domenico Veneziano,.

 
Une de ses œuvres, intitulée «Madonna in adorazione del Bambino» (Madone adorant l'Enfant), peinte entre 1460 et 1470 (Bellosi propose 1463), actuellement conservée au Museo di Fucecchio (it) en constitue un exemple: 

« Les personnages sont dessinés selon une approche graphique rigoureuse: le dessin établit des contours clairs et précis et donne vie à des formes qui vivent ensuite dans les couleurs légères et douces typiques des peintres de la lumière,(voir illustration ci-contre) »

L'auréole qui entoure le visage de la Vierge porte l’inscription «Ave Maria gratia plena» (Je vous salue Marie pleine de grâce), conformément à l’iconographie chrétienne. Mais il y a une particularité que l’on rencontre rarement  sur des œuvres peintes de cette époque, à savoir une  citation littéraire, en l’occurrence l’incipit du poème  final du Canzoniere (Chant 366) de Pétrarque, entièrement dédié à la Vierge:

« Vergine bella, che di Sol vestita,
(Vierge unique beauté, d’étoiles couronnée)
Coronata di stelle, al sommo sole
(Et de soleil vêtue,ô toi qui tant ornée)
Piacesti sì, che'n te sua luce ascose;
(Plus tellement à Dieu qu’en ton sein il prit prit jour,)
Amor mi spinge a dir di te parole:
(À parler de ton nom me presse mon amour;)
Ma non so 'ncominciar senza tu’ aita, ...
(Mais sans toi je ne peux et sans ton assistance, ...). »

Les vers ne sont que partiellement lisibles, les parties manquantes étant cachées dans les plis du manteau. Ceux-ci figurent également sur la bordure du vêtement d’une autre Madone peinte par Zanobi. Il s’agit du panneau  intitulé Madonna con Bambino e angeli (Madone à l’Enfant avec des anges), conservé à Rome, dans la collection privée du palais Pallavicini Rospigliosi. L’on ignore si la présence de cette citation, reproduite sur deux œuvres, est une idée de l’artiste (qui était peut-être un admirateur du poète), ou s’il s’agissait d’une commande.
Mais Pétrarque n’est pas le seul  poète à être cité par Zanobi. Une autre de ses Madone, celle qui est conservée à la Yale University Art Gallery à New Haven aux États-Unis, reproduit une citation de Dante. Il s'agit d'un extrait de la Divine Comédie, tiré du Paradis, chant XXXIII, oraison adressée  à la Vierge Marie. Cette double référence poétique sur des œuvres peintes n'est pas fréquente. Elle montre que Zanobi Machivelli était un artiste cultivé, un peintre littéraire pourrait-on dire.
Toujours est-il, que dans sa Madonna in adorazione del bambino (Madone andorant l’Enfant), conservée au musée de  Fucecchio, il exprime une grande délicatesse, non dépourvue d’une certaine préciosité. Même s’il compte parmi les maîtres dits «mineurs», son art a su plaire au-delà de Florence et rayonner dans toute la Toscane. Aujourd’hui, ces œuvres sont admirées dans les plus prestigieux musées internationaux.

## Œuvres
L’inventaire complet des œuvres de  Zanobi Machiavelli est difficile a établir, car certaines lui ont été successivement attribuées puis désatribuées, les experts ne parvenant pas toujours aux mêmes conclusions. Spécialisé dans les sujets religieux, il a peint de nombreuses représentations de la Vierge et de l’Enfant Jésus, des Saints, etc.
Plusieurs d’entre elles  sont exposées dans les grands musées internationaux  ou les musées nationaux, comme:
- la National Gallery, Londres:
Jean le Baptiste et Jean l’Évangéliste, 1468-1472 (inventaire no NG587);
Saint Marc et Saint Augustin, 1468-1472 (inventaire no NG588);
- le Rijksmuseum d'Amsterdam, Pays-Bas:Saint Nicolas de Tolentino sauvant un pendu, 1470 (inventaire: no SK-A-3442);
- le  Musée du Petit Palais, Avignon, Vaucluse: Vierge à l’Enfant, 1474;
- le Musée des Beaux-Arts de Dijon: Couronnement de la Vierge, 1474 (inventaire: CA31);
- le palais Pallavicini Rospigliosi, Rome: Vierge à l'Enfant et deux  anges, 1460-1470;
- le Musée des Beaux-Arts (Boston), États-Unis: Vierge à l'Enfant sur un trône, entourés des Saints: Sébastien, André, Bernard, Paul, Augustin, Laurent, 1460;
- la Dunedin Public Art Gallery (en) Dunedin, Nouvelle-Zélande: Madone à l'Enfant., 1453.
Et aussi: au musée national San Matteo de Pise, dans les musées d'État de Berlin (Staatliche Museen zu Berlin, SMB), à la Yale University Art Gallery à New Haven, États-Unis ... , liste loin d’être exhaustive.

## Galerie
- Quelques œuvres , dont celles mentionnées ci-dessus.

Quelques œuvres, dont celles mentionnées ci-dessus.
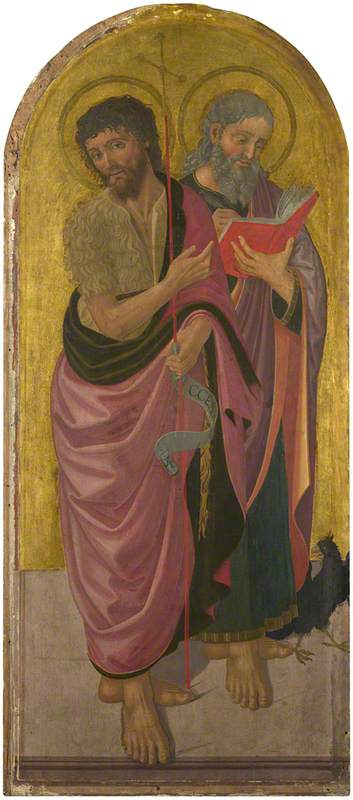
Zanobi Machiavelli. Jean le Baptiste et Jean l’Évangéliste, vers 1468-1472, 128,9 x 50,1 cm. National Gallery, Londres, Royaume-Uni.
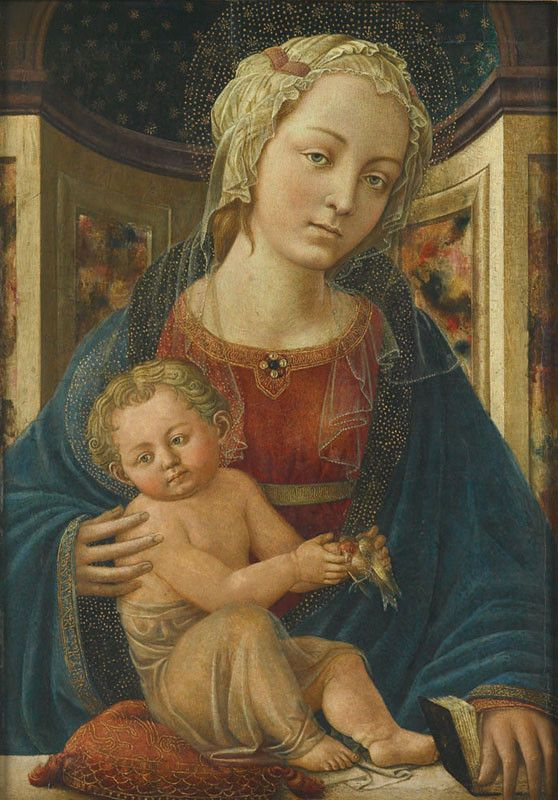
Zanobi Machiavelli. Madone à l'Enfant. Tempera sur bois, 1453. Dunedin Public Art Gallery (en), Dunedin, Nouvelle-Zélande.
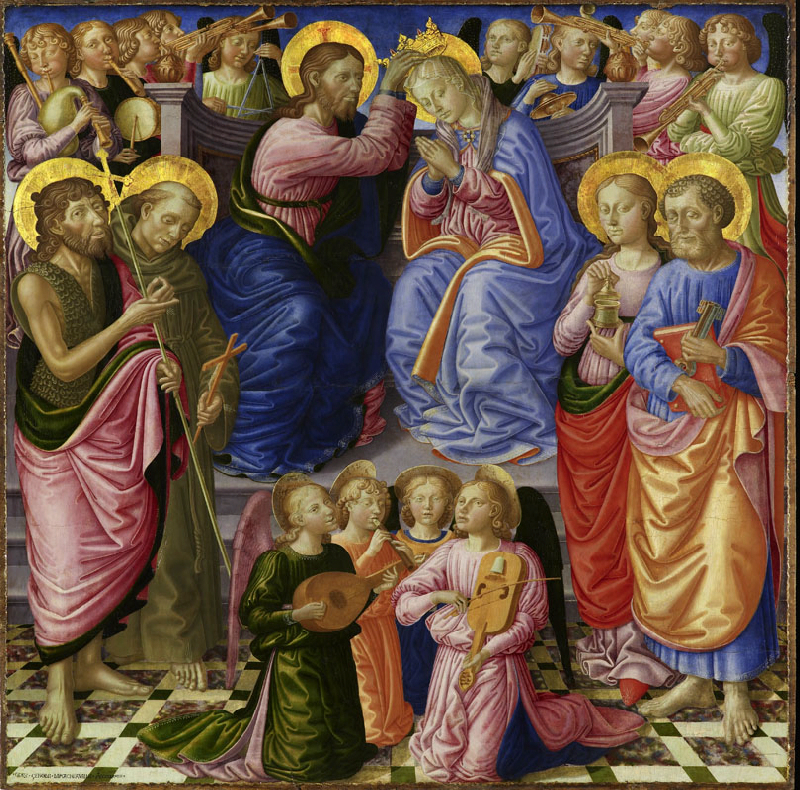
Zanobi Machiavelli. Couronnement de la ViergeTempera sur bois, 1474, 164 x 165 cm. Musée des Beaux-Arts de Dijon.
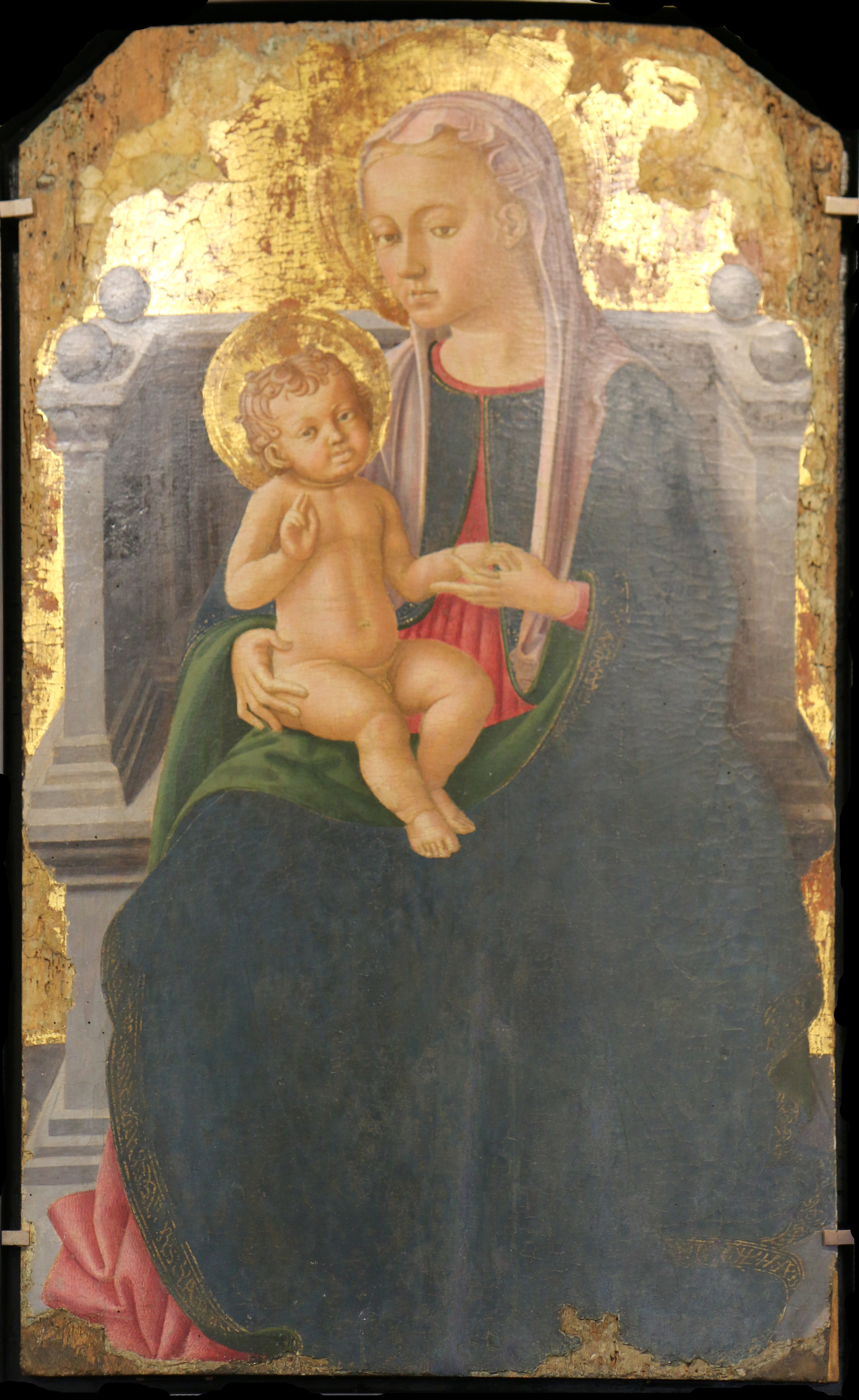
Zanobi Machiavelli Vierge à l’Enfant. Tempera et or sur bois, 1474, 88 x 54 cm. Musée du Petit Palais, Avignon, Vaucluse.
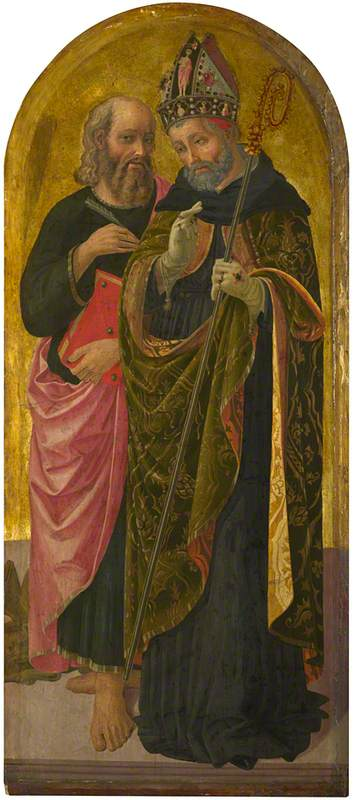
Zanobi Machiavelli St Marc et St Augustin, entre 1468 et 1472, 129,5 x 52,1 cm. National Gallery, Londres, Royaume-Uni.
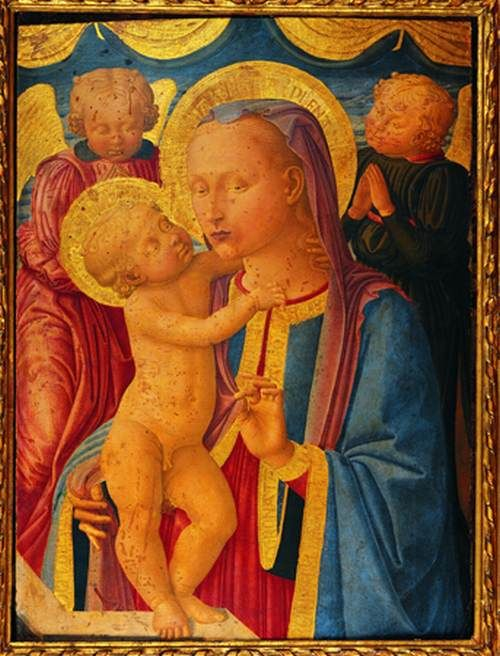
Zanobi Machiavelli. Vierge à l'Enfant et deux anges, 1460-1470, palais Pallavicini Rospigliosi, Rome.
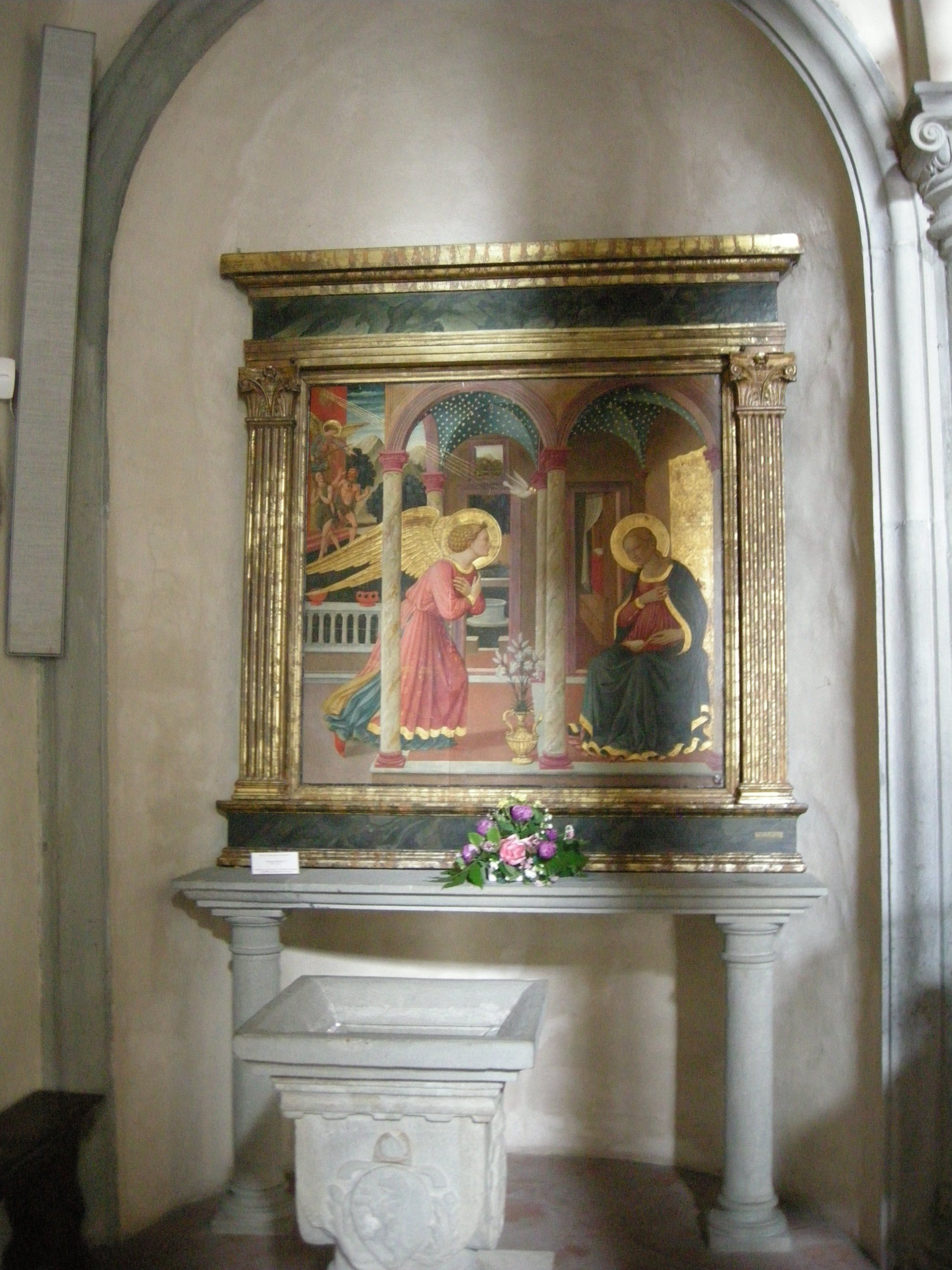
Zanobi Machiavelli L’Annonciation. Chiesa di San Martino a Mensola, Florence, Italie.
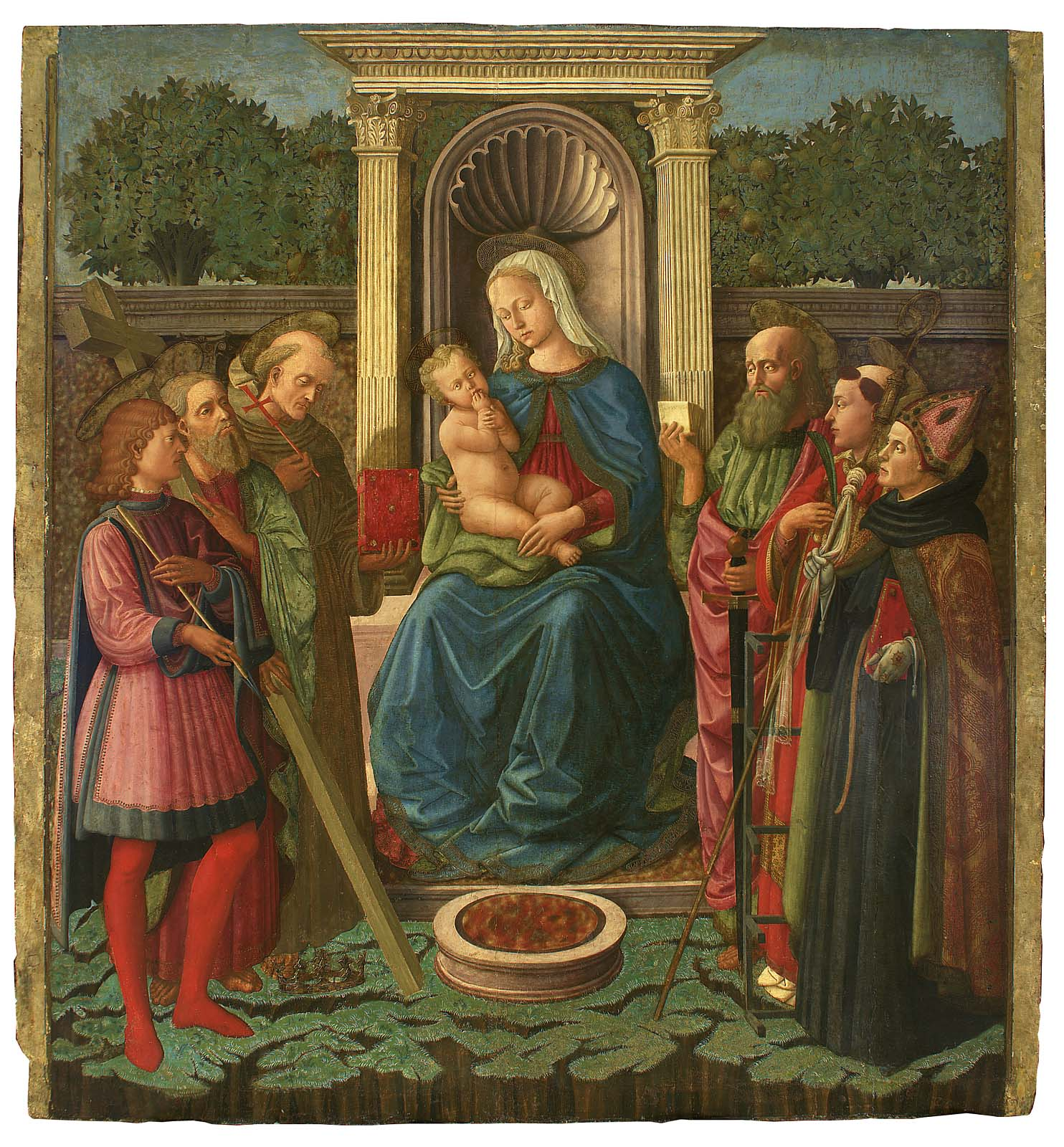
Zanobi Machiavelli Vierge à l'Enfant sur un trône, entourés de: St Sébastien, St André St Bernard, St Paul, St Augustin et St Laurent, 1460, 234,3 x 219,7 cm. Musée des Beaux-Arts (Boston), États-Unis.

- Zanobi Machiavelli
St Marc et St Augustin,
entre 1468 et 1472,
129,5 x 52,1 cm.
National Gallery, Londres, Royaume-Uni.
- Zanobi Machiavelli.
Vierge à l'Enfant et deux  anges, 1460-1470, palais Pallavicini Rospigliosi, Rome.
- Zanobi Machiavelli
L’Annonciation.
Chiesa di San Martino a Mensola (it),
Florence, Italie.
- Zanobi Machiavelli
Vierge à l'Enfant sur un trône, entourés de:

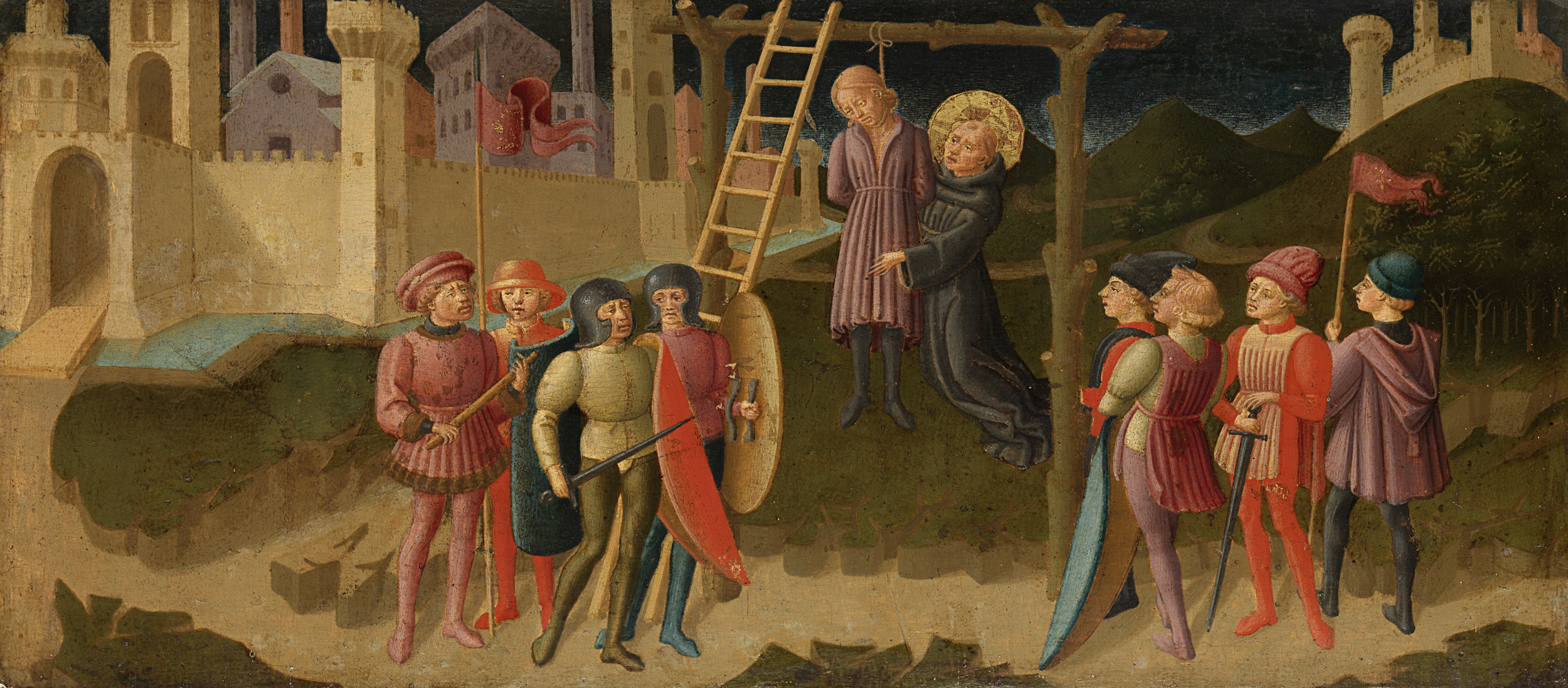
Zanobi di Jacopo Machiavelli (attribué à).
Saint Nicolas de Tolentino sauvant un pendu.
Tempera sur panneau de bois, 1470, 22 x 48 cm. Conservé au Rijksmuseum d'Amsterdam, Pays-Bas.

St Sébastien, St André
St Bernard, St Paul,
St Augustin et St Laurent, 1460, 234,3 x 219,7 cm. Musée des Beaux-Arts (Boston), États-Unis.